# Crenicichla lepidota
Crenicichla lepidota är en fiskart som beskrevs av Heckel, 1840. Crenicichla lepidota ingår i släktet Crenicichla och familjen Cichlidae. IUCN kategoriserar arten globalt som livskraftig. Inga underarter finns listade i Catalogue of Life.